# دوريان
الدُّرْيَان أو الدُّورِيان هي نوع من الثمار صالحة للأكل للعديد من أنواع الأشجار التي تنتمي إلى جنس دوريو وهناك 30 نوعًا معروفًا منه وتسعة منها على الأقل تنتج ثمارًا صالحة للأكل. هناك نوع يسمى دُريان زبادي وموطنه بورنيو وسومطرة وهو النوع الوحيد المتاح في السوق الدولية.
يوجد أكثر من 300 نوع مسمى في تايلاند و 100 في ماليزيا، واعتبارًا من عام 1987 تباع أنواع أخرى ولكن في مناطق محلية،  ويرتبط الدُّريان بمطبخ جنوب شرق آسيا، خاصة في إندونيسيا وماليزيا وسنغافورة وتايلاند وكمبوديا وفيتنام.
يُعرف الدُّريان في بعض الدول باسم «ملك الفاكهة»،  ويتميز بحجمه الكبير ورائحته القوية وقشرته المغطاة بالأشواك، يمكن أن تنمو الثمرة بحجم 30 سنتيمتر (12 بوصة) وطول 15 سنتيمتر (6 بوصة) ، ويزن عادة من 1 إلى 3 كيلوغرام (2 إلى 7 رطل) . يتراوح شكله من مستطيل إلى دائري، ولون قشرته أخضر إلى بني، ولحمه شاحب أصفر إلى أحمر بحسب النوع.
يتميز بطعم مكتسب ويرى بعض الناس أن الدُّريان له رائحة حلوة لطيفة، بينما يجد البعض الآخر أن الرائحة سيئة للغاية، تثير الرائحة ردود فعل من الاشمئزاز الشديد وقد وُصفت على نحو مختلف بأنها مثل البصل الفاسد وزيت التربنتين ومياه الصرف الصحي الخام. الرائحة الكريهة قد تستمر لعدة أيام وهذا ما دفع بعض الفنادق وخدمات النقل العام في جنوب شرق آسيا إلى حظر الفاكهة.
وصف عالم الطبيعة البريطاني ألفريد راسل والاس من القرن التاسع عشر لحمها بأنه «كاسترد غني ذو نكهة عالية باللوز». يمكن استهلاك اللب في مراحل مختلفة من النضج، ويستخدم لتذوق مجموعة متنوعة من الحلويات اللذيذة والحلوة في مطابخ جنوب شرق آسيا. يمكن أيضًا تناول البذور عند طهيها.

## أصل المصطلح
اشتق اسم «دُريان» من الكلمة الملايوية dūrī (التي تعني «شوكة»)، في إشارة إلى الأشواك الشائكة العديدة على قشرتها، جنبًا إلى جنب مع لاحقة بناء الاسم -an. وفقًا لقاموس أكسفورد الإنجليزي ، استُخدمت التهجئة البديلة أول مرة في ترجمة عام 1588 لكتاب «تاريخ مملكة الصين العظمى والقوية والوضع الذي حدث فيه» من قبل المستكشف الإسباني خوان غونزاليس دي ميندوزا.

## التصنيف
يحتوي الفصيلة على 30 نوعًا معترفًا به،  ويضم الدوريو وحده 24 من هذه الأنواع، يعتبر البعض الآن الأنواع الستة الإضافية الأخرى المدرجة شاملة لجنسهم الخاص،  يتميز الدوريو بخصائص نباتية لا يمكن تمييزها والعديد من الخصائص الزهرية المشتركة. الفرق الجوهري بين الاثنين هو أن مواضع العضو الآخر تفتح بواسطة مسام قمي في بوشيا وعن طريق الشقوق الطولية. يشكل هذان الجنسان كليدًا أختًا لجنس آخر في قبيلة Durioneae ، Cullenia . تشكل هذه الأجناس الثلاثة معًا كليدًا يتميز بأنثرات معدلة للغاية (أحادية ومتعددة الكرات، على عكس bithecate).

## وصف الشجرة

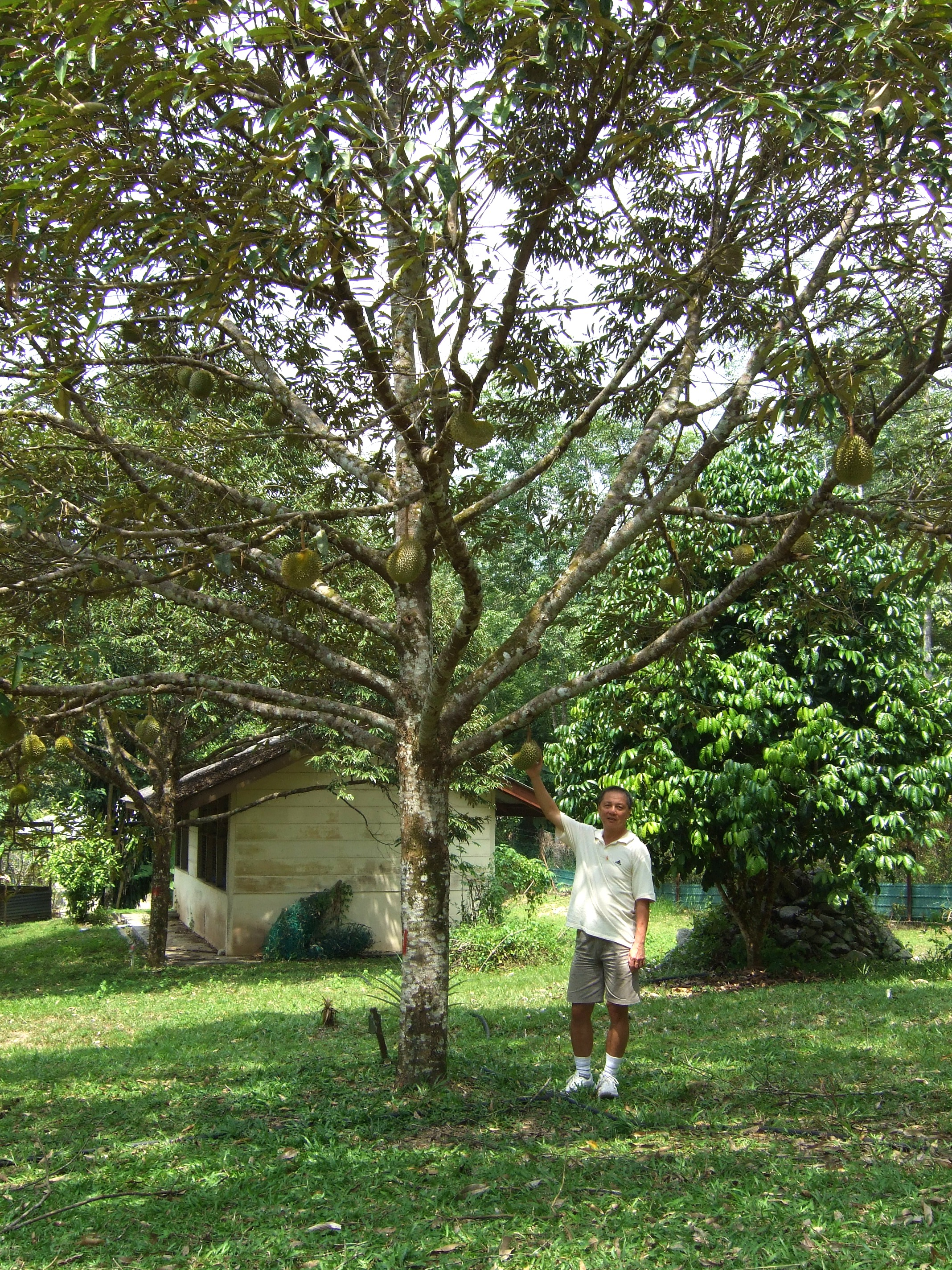
شجرة دُريان الأحداث في ماليزيا. يمكن أن تنمو العينات الناضجة حتى.

أشجار دُريان كبيرة الحجم، حيث يصل ارتفاعها إلى 25–50 متر (82–164 قدم) اعتمادًا على الأنواع. الأوراق دائمة الخضرة، بيضاوية إلى مستطيلة 10–18 سنتيمتر (3.9–7.1 بوصة) . يتم إنتاج الزهور في ثلاث إلى ثلاثين مجموعة معًا على أغصان كبيرة ومباشرة على الجذع مع كل زهرة لها كؤوس (الكأس) وخمس بتلات (نادرًا أربعة أو ستة). تتمتع أشجار دُريان بفترتين أو اثنتين من فترات الإزهار والإثمار سنويًا، على الرغم من أن التوقيت يختلف باختلاف الأنواع والأصناف والمواقع. يمكن لشجرة الدُّريان النموذجية أن تؤتي ثمارها بعد أربع أو خمس سنوات. يمكن أن تتدلى فاكهة الدُّريان من أي فرع، وتنضج بعد نحو ثلاثة أشهر من التلقيح. يمكن أن تنمو الثمرة حتى 30 سنتيمتر (12 بوصة) طويل و 15 سنتيمتر (6 بوصة) ، ويزن عادة من واحد إلى ثلاثة كيلوغرامات (2 إلى 7 رطل). يتراوح شكله من مستطيل إلى دائري، ولون قشرته أخضر إلى بني، ولحمه أصفر باهت إلى أحمر، حسب النوع. من بين الأنواع الثلاثين المعروفة لدوريو ، حُددت تسعة منها أنها تنتج ثمارًا مأكولة: دوريان زبادي ودوريان أُكلسياني ودوريان حلو ودوريان كبير الأزهار ودوريان نفاذ ودوريان لواني ودوريان كبير السداة ودوريان سلحفاتي. لم يتم قط جمع ثمار العديد من الأنواع أو فحصها فحصًا صحيحًا، لذلك قد تحتوي الأنواع الأخرى على ثمار صالحة للأكل. يشبه الدُّريان نوعًا ما في المظهر الجاكية، وهو نوع غير مرتبط به. 

### أصناف

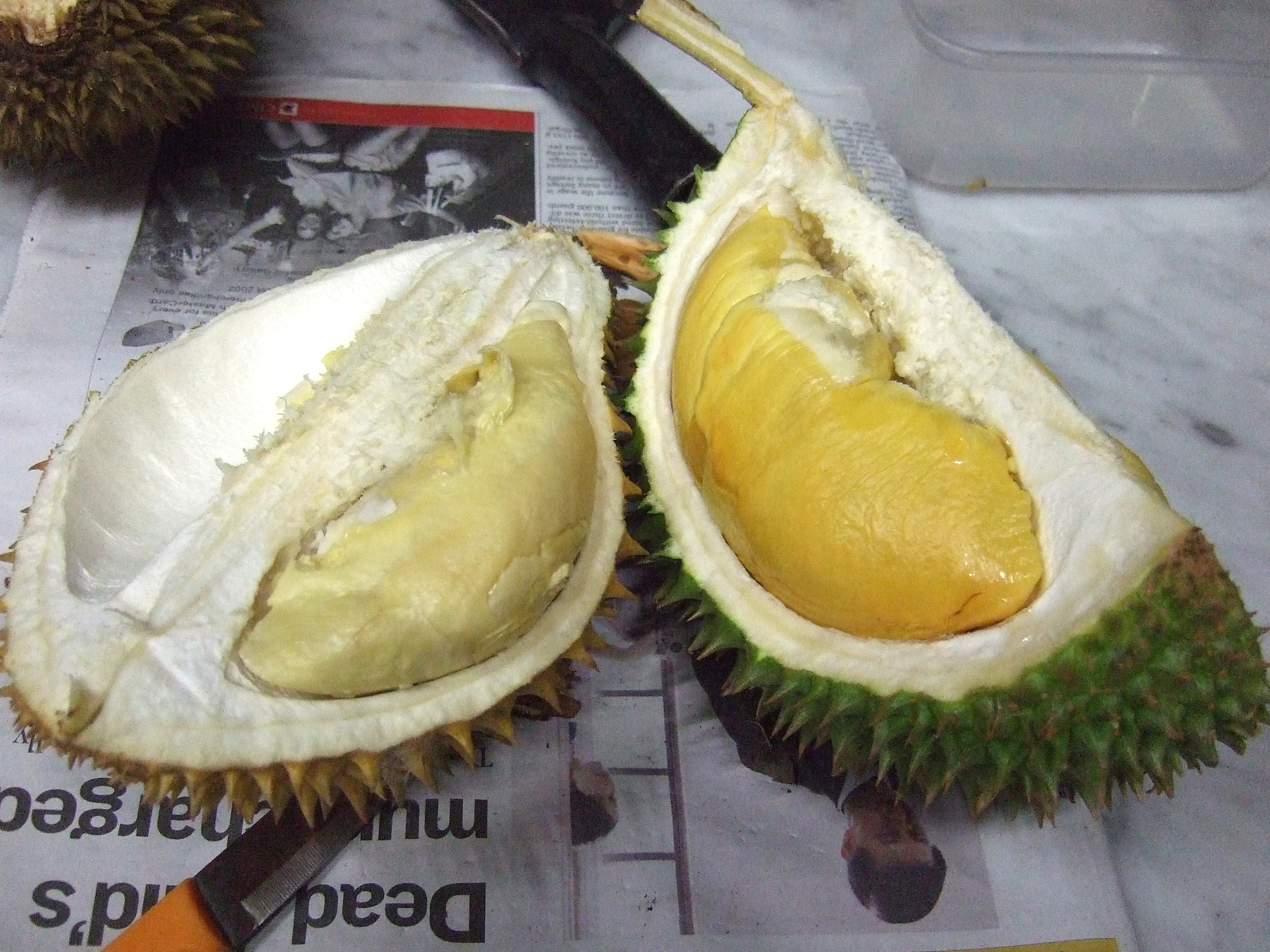
غالبًا ما يكون لأصناف الدُّريان المختلفة ألوان مميزة. D101 (يمين) له لحم أصفر غني ويمكن تمييزه بوضوح عن نوع آخر (يسار).

على مر القرون نشأت العديد من أصناف دُريان التي نشرتها المستنسخات الخضرية، في جنوب شرق آسيا كانت تُزرع بنتائج مختلطة من بذور الأشجار التي تحمل ثمارًا عالية الجودة، ولكن يتم تكاثرها الآن عن طريق التصفيف أو الماركوت أو الأكثر شيوعًا عن طريق التطعيم، بما في ذلك البراعم أو القشرة أو الإسفين أو السوط أو التطعيم على شكل حرف U على شتلات مختارة عشوائيًا الجذور. يمكن تمييز الأصناف المختلفة إلى حد ما من خلال الاختلافات في شكل الفاكهة، مثل شكل العمود الفقري. يعبر مستهلكو دُريان عن تفضيلاتهم لأصناف معينة، والتي تجلب أسعارًا أعلى في السوق.

## النكهة والرائحة

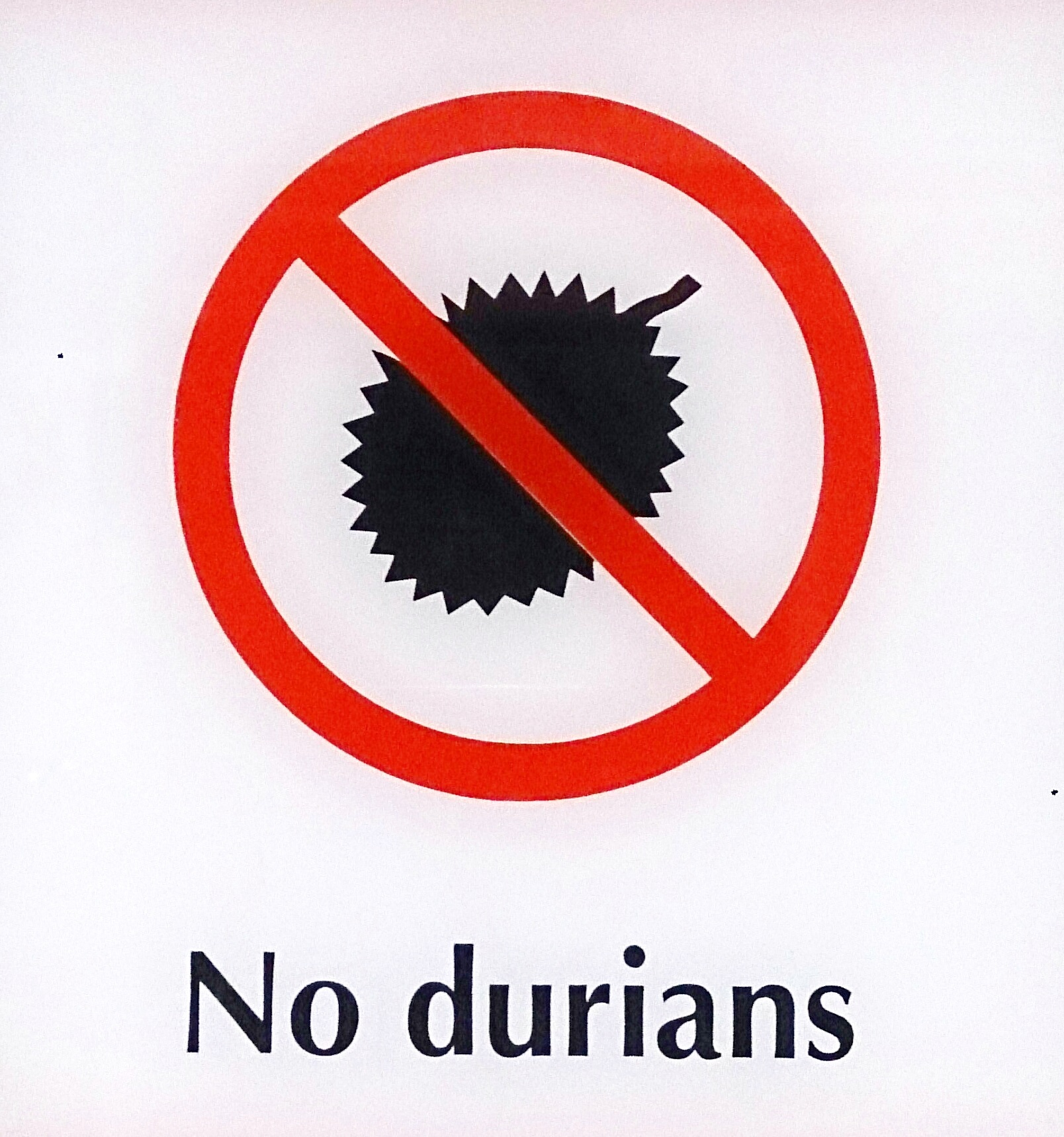
علامة على أن فاكهة الدُّريان غير مسموح بها داخل فندق ماس رابيد ترانزيت في سنغافورة

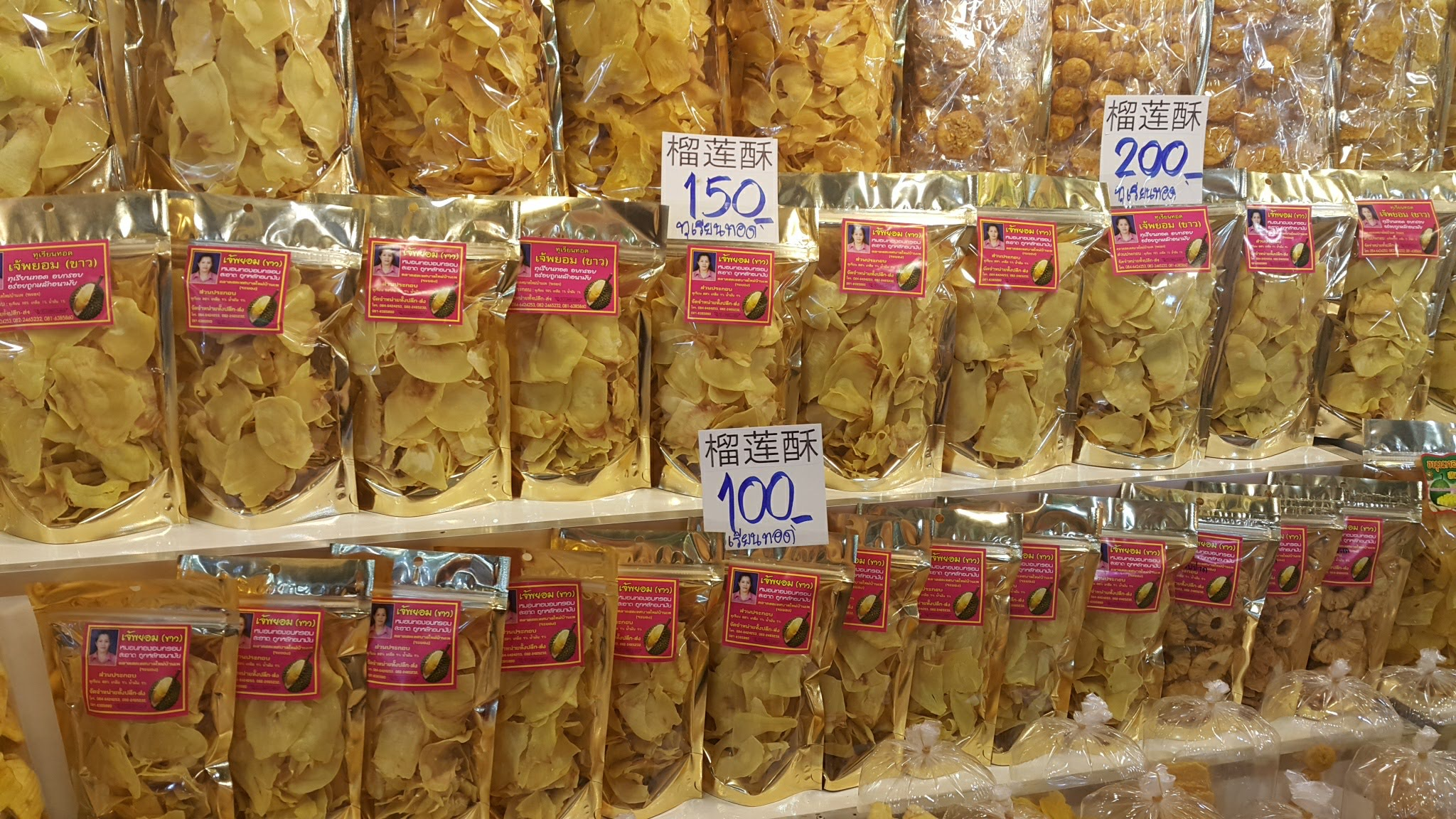
شرائح دُريان مقلية في عبوات في أحد الأسواق في تايلاند

دفعت النكهة والرائحة غير العادية للفاكهة العديد من الناس إلى التعبير عن وجهات نظر متنوعة وعاطفية تتراوح من التقدير العميق إلى الاشمئزاز الشديد.
وصف وصف العالم ألفريد رسل والاس نفسه بأنه كان مترددًا في البداية في تجربته بسبب الرائحة، «لكن في بورنيو وجدت فاكهة ناضجة على الأرض، وأكلتها خارج المنزل، وأصبحت على الفور أكلة دُريان مؤكدة». واستشهد بمسافر واحد من عام 1599: [b] «إنه ذو مذاق ممتاز لدرجة أنه يفوق في النكهة جميع فواكه العالم الأخرى، وفقًا لمن تذوقه». يستشهد بكاتب آخر: «لمن لم يعتادوا ذلك، يبدو للوهلة الأولى أن رائحتهم تشبه رائحة البصل الفاسد، ولكن بعد تذوقهم مباشرة يفضلونها على جميع الأطعمة الأخرى. يعطيه أهلها ألقاباً شريفة ويرفعونها ويؤدون عليها آيات» 
في عام 2019، حدد باحثون من جامعة ميونيخ التقنية الإيثانثيول ومشتقاته كسبب لرائحته الكريهة. ومع ذلك، فإن المسار الكيميائي الحيوي الذي ينتج النبات من خلاله الإيثانثيول ظل غير واضح مثل الإنزيم الذي يطلق الإيثانثيول.
الرائحة القوية للفاكهة أدت إلى منعها من دخول مترو الأنفاق في سنغافورة؛ لا يتم استخدامه في العديد من الفنادق بسبب نفاذه.

## الاستخدامات

### الطهي
تُستخدم فاكهة دُريان لتذوق مجموعة متنوعة من الأطعمة الحلوة مثل حلوى الملايو التقليدية، آيس كاكانج ، دودول، ليمبوك ،  بسكويت الورد، الآيس كريم، اللبن المخفوق، كعك القمر، جذوع الأشجار Yule ، والكابتشينو. Es durian (آيس كريم دُريان) هي حلوى شهيرة في إندونيسيا، تُباع في كشك بجانب الشارع في المدن الإندونيسية، وخاصة في جاوة. بولوت دُريان أو كيتان دُريان هو أرز دبق مطهو على البخار مع حليب جوز الهند ويقدم مع دُريان ناضج. في صباح، يُقلى الدُّريان الأحمر مع البصل والفلفل الحار ويُقدم كطبق جانبي. يُضاف دُريان ذو اللحم الأحمر تقليديًا إلى سيور ، وهو حساء إندونيسي مصنوع من أسماك المياه العذبة. Ikan brengkes tempoyak هو سمك مطبوخ في صلصة دُريان تقليدية في سومطرة. يمكن تحويل لحم الدُّريان المجفف إلى كريبيك دُريان (رقائق دُريان). 
يشير تيمبوياك إلى الدُّريان المخمر وعادة ما يكون مصنوعًا من دُريان منخفض الجودة وغير مناسب للاستهلاك المباشر. يمكن تناول تيمبوياك إما مطبوخًا أو غير مطبوخ، وعادة ما يؤكل مع الأرز، ويمكن استخدامه أيضًا لصنع الكاري. سامبال تمبوياك هو طبق ماليزي مصنوع من فاكهة الدُّريان المخمرة وحليب جوز الهند ومجموعة من المكونات الحارة المعروفة باسم السامبال. في شبه جزيرة الملايو وسومطرة، يمكن طهي سمك السلور بنغاسيوس إما على هيئة تيمبوياك إيكان باتين (سمك في تمبويك كاري) أو برينجكس (باييس) تيمبوياك ، وهو معجون دُريان مخمر على البخار في حاوية أوراق الموز. 